# Янкув-Залесьни
Янкув-Залесьни (пол. Janków Zaleśny) — село в Польщі, у гміні Рашкув Островського повіту Великопольського воєводства.
Населення — 499 осіб (2011).

## Демографія
Демографічна структура станом на 31 березня 2011 року:
|          | Загалом | Допрацездатний вік | Працездатний вік | Постпрацездатний вік |
| -------- | ------- | ------------------ | ---------------- | -------------------- |
| Чоловіки | 263     | 66                 | 168              | 29                   |
| Жінки    | 236     | 46                 | 137              | 53                   |
| Разом    | 499     | 112                | 305              | 82                   |